# Comicfestival Hamburg
Il Comicfestival Hamburg è il principale festival di fumetto e illustrazione di Amburgo. Tale festival prevede come principali sponsor e sostenitori il comune di Amburgo, oltre a molte organizzazioni ufficiali e indipendenti della città. Si tiene dal 2006 a cadenza annuale, solitamente tra l'ultima settimana di settembre e la prima d'ottobre, vedendo la partecipazione di numerosi artisti nazionali e internazionali.

## Tema e partecipazione
Il festival si muove principalmente nell'ambito del fumetto e dell'editoria; si focalizza su produzioni artistiche indipendenti, fanzine e graphic novel attraverso una vasta gamma di mostre, letture e una mostra mercato in cui autori, collettivi di studenti ed editori vendono direttamente le loro opere al pubblico.
Il festival è stato creato inizialmente nel 2006 da Sascha Hommer, noto fumettista tedesco, e Heiner Fischer; il team si è poi esteso a una cerchia di autori e organizzatori relazionati al mondo del fumetto tedesco, e spesso e volentieri legati all' Università di Amburgo. 
Il Comicfestival Hamburg negli ultimi 12 anni ha creato una vera e propria rete di artisti, curatori, editori, luoghi d'arte e piccoli negozi e caffè di quartiere coinvolti nelle mostre, e ha esteso la fruizione di fumetti e graphic novels a un pubblico che va dalla famiglia, ai bambini, alla nicchia artistica di genere. 
Alcuni nomi presenti in varie edizioni del festival sono case editrici come Reprodukt, Avant verlag, Rotopolpress, Drawn&Quarterly; importante da citare è la collaborazione che intercorre tra il festival e l'Università di Scienze Applicate (HAW): ogni anno il festival introduce nel programma numerose mostre dedicate ai progetti che gli studenti dell'università creano ad hoc o costruiscono durante il semestre scolastico. In questo modo viene posta molta attenzione agli autori emergenti di Amburgo, che hanno possibilità di allestire mostre e letture in modo professionale. 
Come sottolineato nei programmi ufficiali delle varie edizioni del festival, e come spesso ribadito da Hommer, "Per noi, gli editori non sono al centro dell'attenzione, come nel caso dei grandi eventi di Erlangen o di Monaco", afferma, "ma il nostro gusto, la nostra passione. E, naturalmente, i lettori."

## Organizzazione
Il festival si svolge fisicamente in tutta l'area centrale di Amburgo, attraverso mostre ed eventi dislocati nella città; le sedi non sono solo gallerie o luoghi istituzionali ma - soprattutto per gli eventi Off - si tratta di bar, pub e caffetterie. I quartieri cardine del festival sono Karoviertel, Neustadt, St. Pauli, Schanzenviertel, Reeperbahn.
Logisticamente il festival avviene grazie all'aiuto fisico di molti volontari, spesso studenti dell'HAW ma non obbligatoriamente. Il ruolo del volontario è fondamentale in questo tipo di festival: si tratta di aiuto ad allestire mostre, coordinare le letture e gli eventi, occuparsi degli artisti ospiti, gestire l'immagine pubblica del festival e così via. Anche grazie a questo sistema di auto-organizzazione, quasi tutte le manifestazioni artistiche sono gratuite e così accessibili al maggior numero possibile di persone. 

## La biblioteca del festival
Durante il Comicfestival Hamburg, è aperta in orari speciali una biblioteca autogestita chiamata "The Gutter" Archiviato il 26 gennaio 2019 in Internet Archive., dove si possono consultare gratuitamente migliaia di titoli tra fumetti, fanzine e graphic-novel. La biblioteca si trova nel complesso di Gangeviertel, un edificio autogestito che presenta al proprio interno diverse attività, dal teatro ai concerti, a lezioni e mostre, e viene utilizzato ogni anno durante il Festival come sede per letture, mostre e per la presentazione ufficiale con le letture degli speech istituzionali. 
Nel 2018 la presentazione ufficiale ha visto __ , ___ , e Sascha Hommer presentare le ragioni del festival con una serie di speech ufficiali in presenza della stampa.

## Ospiti
Questi alcuni degli ospiti internazionali delle precedenti edizioni del festival:
- Marko Turunen
- Tom Gauld
- Nicolas Mahler
- Gabrielle Bell
- Alice Socal
- Richard Short
- Peggy Adam
- Rutu Modan
- Geneviève Castrée
- Luke Pearson
- Josephin Ritschel
- Berliac
- Mikael Ross
- Simon Hanselmann
- Anna Haifisch
- KutiKuti
- Jillian Tamaki
- Anke Feuchtenberger
- Aminder Dhaliwal
- Jesse Jacobs

## Programma e attività
- Ausstellungen (mostre principali). Mostre degli artisti ospiti principali, in spazi solitamente dedicati come gallerie, allestimenti professionalmente curati.
- Messe (mostra mercato). Centro nevralgico del festival, artisti, editori, collettivi e studenti vendono in piccoli stand i propri fumetti e fanzine.
- the Gutter (biblioteca autogestita). Biblioteca facente parte del complesso di Gangeviertel, ospita migliaia di fumetti, libri illustrati e fanzine consultabili gratuitamente.
- Satelliten (mostre del circuito off). Qualche giorno prima dell'inizio ufficiale del weekend del festival inaugurano piccole mostre, spesso in gallerie indipendenti o caffetterie.
- Kindercomicfestival (festival del fumetto per bambini).
- Party. Generalmente il sabato del festival viene organizzato un party del festival in un locale della città, aperto a tutti.

## Il Kindercomicfestival
Il Kindercomicfestival si svolge dall'edizione del 2017, e vede come scopo principale diffondere il fumetto per bambini in genere dai 3 ai 12 anni, attraverso mostre allestite e pensate appositamente per la loro fruizione. Nel 2017 il Kindercomicfestival è stato organizzato contemporaneamente al Comicfestival Hamburg come parte di esso, ma nel 2018 i due festival si sono svolti separatamente in due weekend consecutivi. La location dell'edizione 2018 è stata il Museo di Altona (Altonaer Museum Archiviato il 12 luglio 2018 in Internet Archive.) e ha visto come ospiti Émile 
Bravo, Philip Waechter, Sandra Brandstätter, Ferdinand Lutz, Dorothée de Monfreid. 
Il Kindercomicfestival prevede mostre, readings dei fumetti, proiezioni, giochi interattivi con gli autori e workshop di disegno.

## Edizioni precedenti
2006/2018